# Netopýr černý
Netopýr černý (Barbastella barbastellus, Schreber, 1774) je nevelký evropský netopýr a jeden z druhů netopýra obývající Česko.

## Popis
Má krátký nos, malé oči a široké uši. Obvykle váží 6 až 15 g. Délka předloktí je 36 až 42 mm. Rozpětí křídel dosahuje 260 až 290 mm, délka těla 45 až 60 mm. Jeho srst je hnědočerná až černá, vyskytuje se často albinismus. Starší jedinci mají na hřbetě obvykle světlé chlupy.

## Stanoviště
Tento netopýr žije v koloniích (10 až 80 samic), v dutinách stromů a podobných suchých úkrytech. Loví převážně v lesích, ale také se často objevují u lidských obydlí a zalétávají i do bytů. Samci žijí samotářsky. Zimují v jeskyních nebo sklepích, buď jednotlivě nebo v hojném počtu (až 10 000).

## Areál rozšíření
Kromě severní Skandinávie se vyskytuje po celé Evropě; v České republice je rozšířen téměř na celém území.